# بريت ماكنزي
بريت ماكنزي (بالإنجليزية: Bret McKenzie)‏ هو مغني وموسيقي وكاتب سيناريو وممثل نيوزلندي، ولد في 29 يونيو 1976 في نيوزيلندا. من الجوائز التي نالها جائزة الأوسكار لأفضل أغنية أصلية سنة 2012.

## أعمال

### أفلام
- (2001)  رفقة الخاتم[7]
- (2003)  عودة الملك[8]
- (2012)  رحلة غير متوقعة[9]
- (2014)  معركة الجيوش الخمسة

### مسلسلات
- العرض المتأخر مع ديفيد ليترمان

## جوائز
- جائزة الأوسكار لأفضل أغنية أصلية (2012)

## وصلات خارجية
- بريت ماكنزي على موقع IMDb (الإنجليزية)
- بريت ماكنزي على موقع ألو سيني (الفرنسية)
- بريت ماكنزي على موقع ميوزك برينز (الإنجليزية)
- بريت ماكنزي على موقع أول موفي (الإنجليزية)
- بريت ماكنزي على موقع قاعدة بيانات الأفلام السويدية (السويدية)
- بريت ماكنزي على موقع إن إن دي بي (الإنجليزية)
- بريت ماكنزي على موقع ديسكوغز (الإنجليزية)
- بريت ماكنزي على موقع ديسكوغز (الإنجليزية)
- بريت ماكنزي على موقع قاعدة بيانات الفيلم (الإنجليزية)
- بريت ماكنزي على موقع كينوبويسك (الروسية)